# اکسل بونه
اکسل بونه (دانمارکی: Aksel Bonde؛ ۲۹ مه ۱۹۱۸ – ۲۷ مهٔ ۱۹۹۶) قایقران روئینگ اهل دانمارک بود.
وی در مسابقات کشوری و بین‌المللی در مجموع برندهٔ ۲ مدال نقره شده‌است.